# لایل تالبوت
لایل تالبوت (انگلیسی: Lyle Talbot؛  ‏۸ فوریهٔ ۱۹۰۲ – ۲ مارس ۱۹۹۶) بازیگر اهل ایالات متحده آمریکا بود.
از فیلم‌ها یا برنامه‌های تلویزیونی که وی در آن نقش داشته است می‌توان به فریادی در شب، گلن یا گلندا، مهمان سیزدهم و قیمت خرید اشاره کرد.